# Том Ворінг
Том Ворінг (англ. Tom Waring, 12 жовтня 1906, Беркенгед — 20 грудня 1980) — англійський футболіст, що грав на позиції нападника, зокрема за «Астон Віллу», а також національну збірну Англії.

## Клубна кар'єра
У дорослому футболі дебютував 1926 року виступами за команду «Транмер Роверз», в якій провів два сезони, взявши участь у 24 матчах чемпіонату. 
Своєю грою за цю команду привернув увагу представників тренерського штабу клубу «Астон Вілла», до складу якого приєднався 1928 року. Відіграв за команду з Бірмінгема наступні сім сезонів своєї ігрової кар'єри. Більшість часу, проведеного у складі «Астон Вілли», був основним гравцем атакувальної ланки команди і її головним бомбардиром, маючи середню результативність на рівні 0,74 гола за гру першості. За роки в бірмінгемській команді забив 167 голів у 226 матчах першості, що включали 10 хет-триків. В сезоні 1930/31 встановив рекорд клубу за кількістю голів в іграх чемпіонату — 49, що також стало найкращим показників серед усіх гравців Першого дивізіону Футбольної ліги того року.
Згодом з 1935 по 1939 рік грав у складі команд «Барнслі», «Вулвергемптон», «Транмер Роверз», «Аккрінгтон Стенлі» та «Бат Сіті». З початком Другої світової війни провів по декілька пматчів за низку аматорських команд, останньою з яких 1940 року був «Нью-Брайтон».

## Виступи за збірну
1931 року дебютував в офіційних матчах у складі національної збірної Англії. Протягом кар'єри у національній команді, яка тривала 2 роки, провів у її формі 5 матчів, забивши 4 голи.
Помер 20 грудня 1980 року на 75-му році життя.

## Титули і досягнення
- Найкращий бомбардир Футбольної ліги Англії (1):

1930/31 (49 голів)